# Lomatogonium forrestii
Lomatogonium forrestii là một loài thực vật có hoa trong họ Long đởm. Loài này được (Balf. f.) Fernald mô tả khoa học đầu tiên năm 1919.